# Bölcske
Bölcske is een plaats (község) en gemeente in het Hongaarse comitaat Tolna. Bölcske telt 3030 inwoners (2001).